# Pawel Pawlow (Ringer)

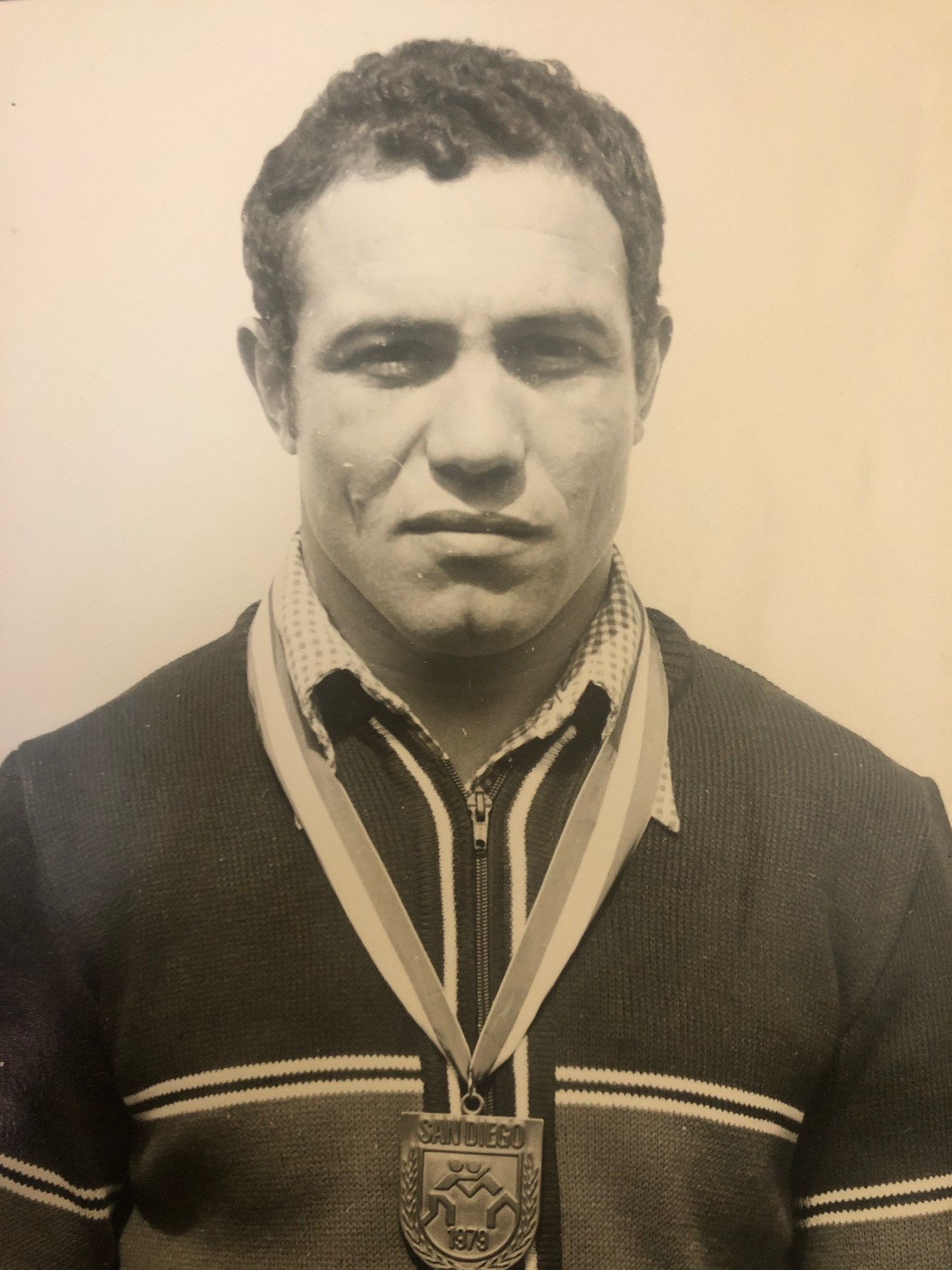
Pawel Pawlow

Pawel Pawlow (bulgarisch Павел Павлов; * 9. Juni 1953) ist ein ehemaliger bulgarischer Ringer. Zwischen 1977 und 1981 nahm er an je zwei Welt- und Europameisterschaften sowie bei den Olympischen Spielen in Moskau, wo er die Bronzemedaille gewann, teil.

## Erfolge
(OS=Olymp. Spiele, WM=Weltmeisterschaften, EM=Europameisterschaften; GR=griechisch-römischer Stil; Mg=Mittelgewicht bis 82 kg)
- 1977, 5. Platz, WM in Göteborg, GR, Mg, hinter Wladimir Tscheboksarow, Sowjetunion, Ion Draica, Rumänien, Momir Petković, Jugoslawien und Jan Dolgowicz, Polen

- 1979, 3. Platz, WM in San Diego, GR, Mg, hinter Gennadi Korban, Sowjetunion und Momir Petković und vor Ion Draica

- 1980, 3. Platz, EM in Prievidza (Priwitz), Slowakei, GR, Mg, hinter Gennadi Korban und Leif Andersson, Schweden und vor Detlef Kühn, DDR

- 1980, Bronzemedaille, OS in Moskau, GR, Mg, hinter Gennadi Korban und Jan Dolgowicz und vor Leif Andersson und Detlef Kühn

- 1981, 3. Platz, EM in Göteborg, GR, Mg, hinter Gennadi Korban und Jan Dolgowicz und vor Mihály Toma, Ungarn und Mikko Huhtala, Finnland